# Giovanni Battista Vacchelli
Giovanni Battista Vacchelli (Rubiera, 1625 circa – dopo il 1667) è stato un compositore e organista italiano.
Frate francescano, fu nominato nel 1646 organista a Rubiera e nel 1657 diventò maestro di cappella della chiesa di San Francesco a Bologna. Dal 1664 al 1667 fu membro, sotto il nome di Accademico Naufragante, dell'Accademia della Morte di Modena. In questo periodo, attorno al 1667, fu anche maestro di cappella a Pesaro.
Di Vacchelli ci giungono principalmente lavori vocali sacri, che scrisse molto probabilmente per essere eseguiti nelle chiese presso le quali prestava servizio.

## Lavori
- Il primo libro dei motetti concertati, op. 1 (1646, Venezia)
- Motetti a voce sola, libro primo, op. 2 (1664, Venezia)
- Sacri concerti a 1-4 voci con violini e senza, libro secondo, op. 3 (1667, Bologna)